# Contretemps (musique)
Pour les articles homonymes, voir Contretemps.

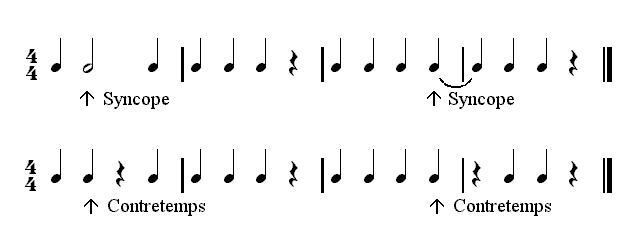
Différence entre la syncope et le contretemps.

Dans la musique, on appelle contretemps — ou contre-temps — une note attaquée sur un temps faible, et suivie d'un temps fort occupé par un silence.
Par exemple, dans une mesure à 4/4, une noire placée sur le deuxième temps est un contretemps si elle est suivie d'un silence — le deuxième temps d'un 4/4 est un temps faible ; le troisième, un temps fort.
- Le contretemps peut également s'articuler, non pas sur un temps faible suivi d'un temps fort, mais sur une partie faible de temps suivie d'une partie forte.

Par exemple, dans une mesure à 4/4, une croche placée sur la deuxième partie d'un temps quelconque est également un contretemps si elle est suivie d'un silence.
- Le contretemps — tout comme la syncope — est perçu par l'auditeur comme un déplacement de l'accent attendu. Il peut être considéré comme un élément rythmique en conflit avec la mesure.

## Historique
Le documentaire Gurumbé, canciones de tu memoria negra retrace le rôle de la musique africaine dans la création de ce motif.